# Dorstenia
Dorstenia es un género con unas 345 especies descritas y de estas, solo 116 aceptadas de plantas con flores pertenecientes a la familia  Moraceae.  La mayoría de las especies son Neotropicales o Afrotropicales, con una especie en la India, Sri Lanka y la isla de Socotra (Yemen).

## Descripción
Son hierbas rizomatosas, inermes, con tricomas frecuentemente uncinados, látex claro o ligeramente lechoso; plantas monoicas. Hojas enteras a pinnatilobadas; estípulas apareadas, más o menos persistentes. Inflorescencias solitarias, flores hundidas en la superficie distal de un receptáculo peltado, discoide, bracteado sólo en el margen, flores de ambos sexos en el receptáculo; sépalos connados con el receptáculo; estambres (1–) 2 (–3), filamentos inflexos en la yema; ramas del estilo 2, filiformes a lingüiformes. Frutos aquenios, embebidos en un receptáculo, expelidos con fuerza cuando maduros.

## Taxonomía
El género fue descrito por Carlos Linneo y publicado en Species Plantarum 1: 121. 1753. La especie tipo es: Dorstenia contrajerva L.
Etimología
Dorstenia: nombre genérico nombrado en honor del botánico alemán Theodor Dorsten (1492 - 1552).

## Especies seleccionadas
- Dorstenia achteni De Wild.
- Dorstenia africana (Baillon) C.C.Berg
- Dorstenia afromontana R.E.Fr.
- Dorstenia alberti Carauta, C.Valente & Sucre
- Dorstenia albertorum Carauta
- Dorstenia alexiteria L.
- Dorstenia alta Engl.
- Dorstenia alternans Engl.
- Dorstenia amazonica Carauta, C.Valente & O.M.Barth
- Dorstenia arabica Hemsl.
- Dorstenia aristeguietae Cuatrec.
- Dorstenia aspera A.Chev.
- Dorstenia asperifolia Rossberg
- Dorstenia bahiensis Klotzsch ex Fisch. & C.A.Mey.
- Dorstenia benguellensis Welw.
- Dorstenia brasiliensis Lam.
- Dorstenia contrajerva L.
- Dorstenia drakena L.

## Sinónimos
- Craterogyne Lanj.
- Ctenocladium Airy Shaw
- Kosaria Forssk.
- Sychinium Desv.[5]